# Helmut Rippl

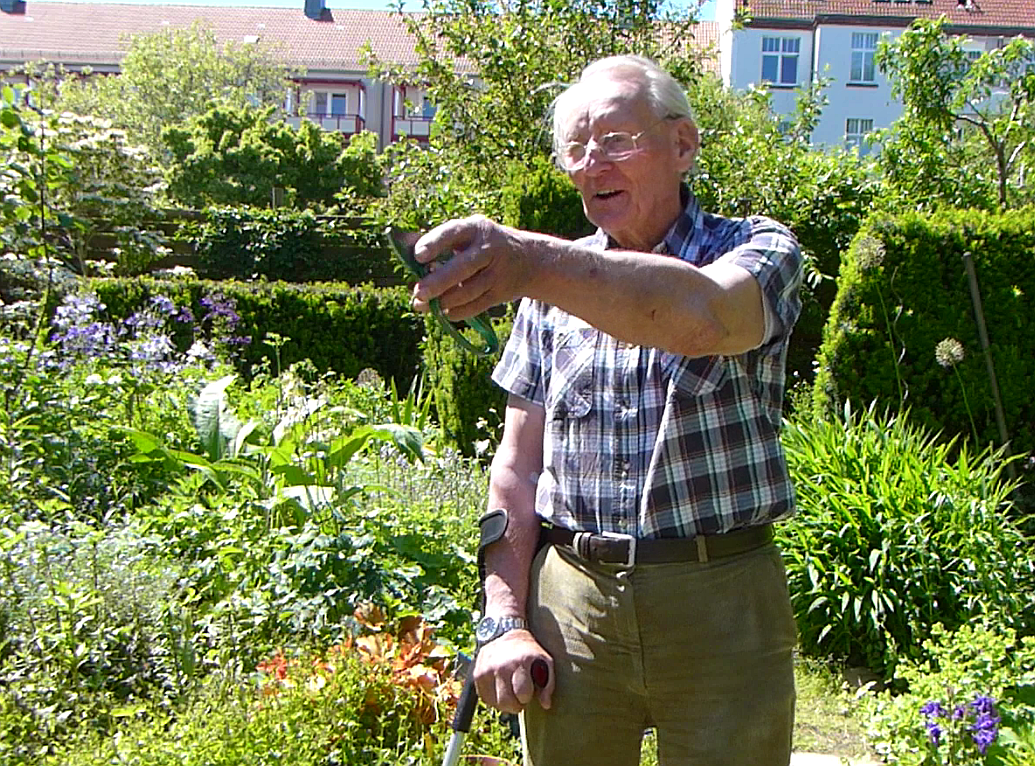
Helmut Rippl (2017)

Helmut Rippl (* 1. Dezember 1925 in Wittenberg; † 27. April 2022) war ein deutscher Garten- und Landschaftsarchitekt, Parkdenkmalpfleger, Pücklerforscher, Gärtner und Publizist. Er war Ehrenprofessor des Landes Brandenburg. Er hat über den Parkschöpfer Hermann Ludwig Heinrich von Pückler-Muskau und seine ostdeutschen Werke der Gartenkunst lebenslang geforscht und darüber zahlreiche wissenschaftliche Werke veröffentlicht. Rippl gilt als einer der sachkundigsten deutschen Biographen des Gartenkünstlers von Pückler und als Nestor der ostdeutschen Gartenkunst. Helmut Rippl war Vorsitzender des Kuratoriums des Queen-Auguste-Victoria-Park e. V. – Europäisches Werk für Kultur, Kunst und Natur.

## Leben
Helmut Rippl wuchs als Sohn des Maschinenbauingenieurs Richard Rippl und der Hausfrau Emma Rippl in Pratau und in Wittenberg auf. Er war mit der Grafikerin Christa Rippl geb. Brunner verheiratet und hatte aus dieser Ehe drei Kinder. Von 1932 bis 1936 besuchte er die Volksschule Pratau und von 1936 bis 1943 das Melanchthon-Gymnasium in Wittenberg. Von 1943 bis 1945 war er im Kriegsdienst. Am 5. März 1945 erlitt er durch einen Schädeldurchschuss eine schwere Kriegsverwundung und wurde deswegen im November 1945 aus dem Kriegsdienst entlassen. Von 1946 bis 1947 besuchte er die Oberschule Wittenberg, die er mit dem Abitur abschloss. Von 1947 bis 1949 absolvierte er eine Lehre als Gärtner. Von 1949 bis 1952 befand sich Rippl im Studium der Gartengestaltung und Landeskultur an der Humboldt-Universität Berlin. Dieses Studium schloss er als Diplom-Gärtner ab. Die Humboldt-Universität bildete damals in dieser Fachrichtung nicht zum Diplom-Ingenieur, sondern zum Diplom-Gärtner aus. Erst später wurde der Studiengang zum Diplom-Ingenieur an der TH Dresden eingeführt. Beruflich war Rippl von 1952 bis 1955 in der Grünplanung im VEB Industriebahnbau Berlin mit den Stadtplanungen für Eisenhüttenstadt und Potsdam betraut. Von 1955 bis 1984 war er Stadtplaner im Städtebaubüro des Bezirks Cottbus und arbeitete unter anderem an den Generalstadtplänen von Cottbus, Guben und Bad Muskau. Von 1984 bis 1991 war er Parkdenkmalpfleger im Bezirk Cottbus, in der Zweigstelle des Instituts für Denkmalpflege Berlin. Ende 1991 ging Rippl im Staatsdienst in den Ruhestand und erwarb die Zulassung als freier Garten- und Landschaftsarchitekt.

## Wirken und Bedeutung

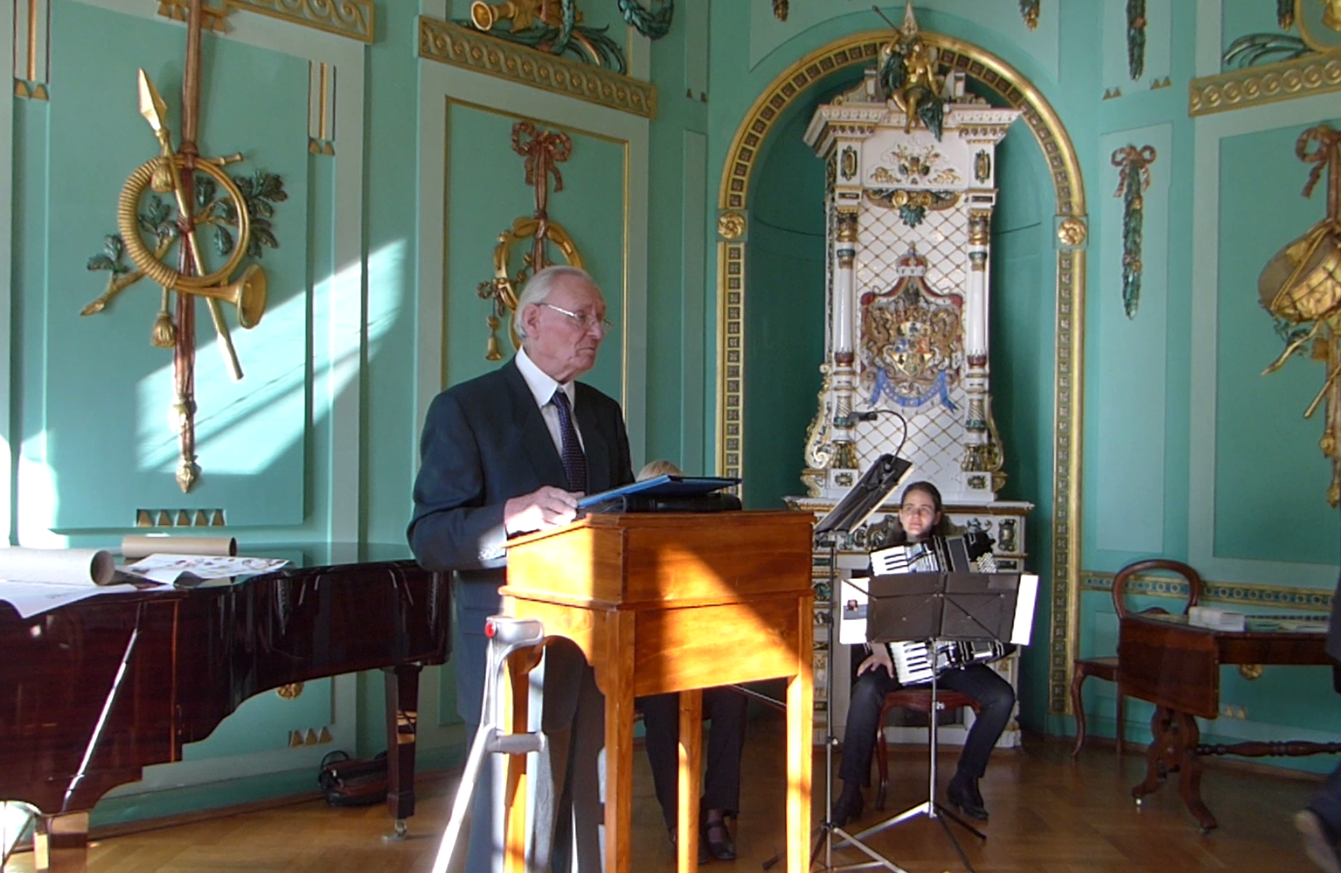
Helmut Rippl spricht im Schloss Branitz, ehemaliger Wohnsitz von Hermann von Pückler-Muskau

Helmut Rippl gilt als Nestor der deutschen Gartenkunst und als führender Pückler-Forscher. Er veröffentlichte zahlreiche Bücher und Aufsätze über den Parkschöpfer Hermann Fürst von Pückler-Muskau und die ostdeutsche Gartenkunst. Von 1965 bis 1984 betreute Rippl viele historische Parke der Niederlausitz, besonders den Fürst-Pückler-Park in Bad Muskau, den Fürst-Pückler-Park in Branitz und die Parks in Altdöbern, Fürstlich Drehna, Sonnewalde, Lindenau, Kleinkmehlen, Kroppen und Lipsa/Hermsdorf. Von 1970 bis 1991 war er Vorsitzender des Bezirksparkaktivs des Kulturbundes der DDR im Bezirk Cottbus, von 1974 bis 1982 Vorsitzender des Zentralen Parkaktivs im Fachausschuss für Dendrologie und Gartenarchitektur des Kulturbundes der Deutschen Demokratischen Republik. Ab 1991 engagierte er sich bei den Renaturierungen zahlreicher Werke der Garten- und der Landschaftsarchitektur und griff, nunmehr als Garten- und Landschaftsarchitekt, aktiv in deren Planung und Bauleitung ein.
Nach der Landschaftszerstörung durch den Bergbau in der ehemaligen DDR engagierte sich Helmut Rippl für die Schöpfung von Bergbaunachfolgelandschaften und regte dazu eine gestaltende Internationale Bauausstellung (IBA) an. Die Politik folgte seinen Anstößen; Rippl wurde Gründungsvater und Mitglied im Gründungskuratorium der IBA Fürst-Pückler-Land. Von 2000 bis 2010 verwandelte dieses Großprojekt der Raum- und Städteplanung die Lausitz und gab ihr wieder ein natürliches Landschaftsbild. Im IBA-Auftaktgebiet Großräschen wurde Rippls Entwurf einer „Allee der Steine“ verwirklicht. Rippl forschte viele Jahre nach den Anschauungen, Prinzipien und Motiven von Hermann Fürst von Pückler und ermahnte die Nachwelt in seinen Reden, Aufsätzen und Büchern zu einem sachgerechten Umgang mit seinen gartenkünstlerischen Werken. Insbesondere den Pückler-Park in Bad Muskau und das Alterswerk Pücklers, seinen Branitzer Park, rückte Rippl in den Fokus des öffentlichen Interesses. Deswegen regte er bereits 2002 bei der Europäischen Kulturstiftung die Auszeichnung des Parks in Bad Muskau an und setzte sich bei der Preisverleihung am 10. Mai 2002 im Bundespräsidialamt in Berlin beim anwesenden Kultur-Staatssekretär im Bundeskanzleramt, Dr. Julian Nida-Rümelin, dafür ein, dass der Park der UNESCO zur Aufnahme in das Weltkulturerbe vorgeschlagen wird.
Rippl setzte sich durch und das Land Brandenburg dankte ihm für seine langjährigen Verdienste um die Bewahrung der ostdeutschen Werke der Gartenkunst mit der Verleihung des seltenen Titels eines Professors ehrenhalber.
Am 26. Mai 2017, im 91. Lebensjahr, erhielt er auf einer Festveranstaltung der Berliner Lenné-Akademie für Gartenbau und Gartenkultur die Lenné-Medaille.

## Kritik
Helmut Rippl stand, obwohl selbst auch Denkmalpfleger, in seinem ganzen Berufsleben im Konflikt mit der Denkmalpflege. Diese bestand darauf, dass sterbende oder gestorbene Bäume zur Dokumentation des ursprünglichen Kunstwerkes durch genau die gleichen Bäume an die gleiche Stelle gesetzt werden müssen. Rippl war nie reiner Bürokrat, sondern gelernter Gärtner und hielt den Kollegen entgegen, dass Gartenkunstwerke nicht aus ewigem Stein, sondern aus wachsenden und sterbenden Bäumen bestehen. Bei einem lebenden Kunstwerk müssten frühzeitig stellvertretende Bäume gepflanzt werden, um bei einem Ausfall der alten Bäume einen Totalverlust zu vermeiden. Dadurch sei es unausweichlich, dass sich ein Gartenkunstwerk mit der Zeit geringfügig wandelt.

## Zitate von Helmut Rippl
„Jede große Kunst verdankt ihr Werden starken Triebkräften des hervorbringenden Individuums. Wer dies nicht erkennen will, wird nicht in der Lage sein, die dem Kunstwerk innewohnende Metapher zu erfüllen, zu erkennen und zu verstehen.“  (Helmut Rippl in: „Der Parkschöpfer Pückler-Muskau“).
„Die Bäume sind die eigentlichen Träger der Pücklerschen Parkvisionen. Nur noch in Branitz sind seine Pflanzprinzipien erkennbar, des jüngeren Baumalters wegen. Doch die Zeit hält nicht inne.“ (Helmut Rippl in: „Der Parkschöpfer Pückler-Muskau“)
„Es war mir ein wichtiges Anliegen, das immer noch zu wenig bekannte gartenkünstlerische Oeuvre Pücklers einem breiteren Kreis von Kunstinteressenten näherzubringen, weil durch den Altersausfall von Bäumen der Verlust des Pücklerschen Duktus drohend vor Augen geführt wird“. (Helmut Rippl in: „Der Parkschöpfer Pückler-Muskau“)
„Die Zusammenführung [der] monotheistischen Religionen gibt es in Cottbus schon lange. Sie erfolgte durch Fürst Pückler in seinem Branitzer Park mittels 4 Symbolen: Pyramiden, Davidssternen [...], Mondsichel mit Stern, Kreuz [...], Maria mit Jesuskind [...].“ (Helmut Rippl zum „House of One“ in: „Pücklers politische Haltung beim Bäumepflanzen in Branitz“.)

## Werke/Bauten/Entwürfe
- Generalbebauungsplan für die Stadt Cottbus
- Generalbebauungsplan für Bad Muskau
- Puschkinpromenade Cottbus
- Gartenterrasse beim Großrestaurant Stadt Cottbus
- Staudengarten im Blechen-Park Cottbus
- Restaurierung des Schlossparks Fürstlich Drehna
- „Alle der Steine“ in IBA Fürst-Pückler-Land in Großräschen
- Entwurf für den Mühlenpark um die Schlossmühle in Umkirch (noch nicht verwirklicht)
- Pflanzplan für die Schlosswiese im Queen-Auguste-Victoria-Park
- Parkplan für den ehemaligen Fulwell-Park Umkirch (nicht verwirklicht)

## Auszeichnungen

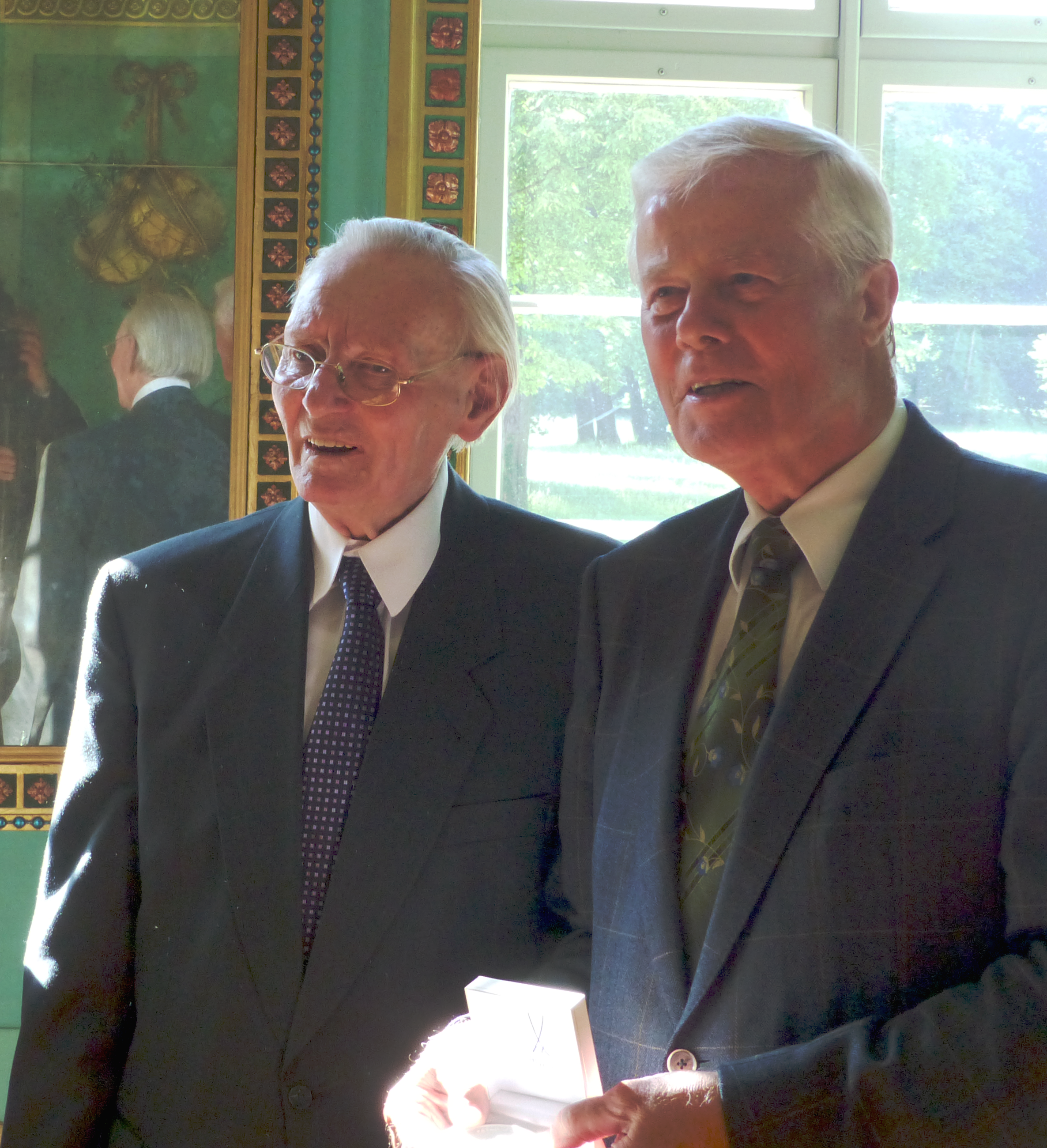
Helmut Rippl (links) wird mit der Lenné-Medaille ausgezeichnet, 26. Mai 2017

- 1983: Carl-Blechen-Preis für Kunst und Literatur des Rates des Bezirks Cottbus, verliehen durch die Vorsitzende Irma Uschkamp
- 2000: Ehrenmedaille der Stadt Cottbus mit Eintragung in das „Goldene Buch“ der Stadt Cottbus. Verliehen durch den Rat der Stadt und Oberbürgermeister Waldemar Kleinschmidt im Rathaus von Cottbus[21]
- 2005: Europäischer Preis für Garten-Architektur der Europäischen Kulturstiftung, verliehen bei einem Festakt am 26. August 2005 im Schloss Fürstlich Drehna.[2]
- 2006: Ehrenprofessur des Landes Brandenburg, verliehen am 25. Juli 2006 durch Johanna Wanka, Ministerin für Wissenschaft, Forschung und Kultur des Landes Brandenburg in Potsdam. Dieser Titel wird extrem selten verliehen. Rippl ist seit der Gründung des Landes der dritte Ehrenprofessor. Der Ehrenprofessor kann nach dem Brandenburgischen Hochschulgesetz an Menschen verliehen werden, die sich „in besonderer Weise auf dem Gebiet der Wissenschaft, Forschung, Kultur oder Technik für das Land Brandenburg verdient gemacht haben“.[22]
- 2017: Lenné-Medaille der Berliner Lenné-Akademie im Schloss Branitz am 26. Mai 2017. Laudator: Waldemar Kleinschmidt, Oberbürgermeister a. D., Stadt Cottbus.[23][4]

## Filme
- Die Träume der Lausitz – https://www.lmbv.de/index.php/Nachrichtenleser/295.html
- Die historischen Parke von Fürstlich Drehna und Altdöbern, Dokumentarfilm, Archiv Museum Branitzer Park, Luckau 1980
- Film zum 90. Geburtstag des Landschaftsgestalters Prof. Helmut Rippl , Januar 2016 – http://www.konstanze-schirmer.de/projekte/film/
- Fernsehbericht über die Auszeichnung von Helmut Rippl mit der Lenné-Medaille am 2. Mai 2017 im Schloss Branitz – http://www.regionalia.de/park-professor-helmut-rippl-im-schloss-branitz-von-berliner-lenn-akademie-geehrt_A12788
- Interview mit Parkschöpfer Werner Semmler, aufgezeichnet in Rippls Garten in Cottbus – http://www.regionalia.de/schoenheit-der-vielfalt-statt-uniformismus-und-kleingeist-die-natur-ist-einziger-schoepfungsgott_A12816

## Veröffentlichungen/Literatur
- Der Branitzer Park – ein Meisterwerk der deutschen Gartenkunst. Cottbus, Auflagen 1971, 1973, 1977
- Der Branitzer Park – das große kulturelle Erbe der Stadt Cottbus, Festvortrag zum 125. Parkjubiläum. Niederlausitzer Studien, Heft 7, Cottbus 1993
- Branitzer Park, Schriftreihe „Die Mark Brandenburg“, Heft 6, Berlin 1992
- Romantische Landschaftsgärten im Bezirk Cottbus – Denkmale in Sachsen, Weimar 1978
- Muskau und Branitz In: Die schönsten Gärten Deutschlands, Verlag Eugen Ulmer, Stuttgart 1967
- Pücklers Arbeiten in Muskau, Festvortrag zum 200. Geburtstag des Muskauer Parkschöpfers, Niederlausitzer Studien, Sonderheft, Cottbus 1986
- Zur Gehölzanwendung in den Pücklerschen Parken, Beiträge zur Gehölzkunde, Kulturbund der DDR 1985
- Der Muskauer Park – sein Wesen und seine Schönheiten, Beiträge zur Stadtgeschichte, Bad Muskau 1988
- Der Muskauer Park – Ein Spaziergang, Beiträge zur Stadtgeschichte, Bad Muskau 1992
- Hermann Ludwig Heinrich Fürst von Pückler-Muskau, Autorenkollektiv, Herausgeber Institut für Denkmalpflege in der DDR, Weimar 1989
- Branitzer Parkerkundungen, Herausgeber Niederlausitzer Landesmuseum, Cottbus 1992
- Pücklers geniale Gestaltung der Muskauer Parklandschaft – Chronik von Stadt und Park Bad Muskau, Weißwasser 1997
- Pücklers Umgang mit Bäumen – der Schlüssel zu seiner Weltsicht, Stuttgart 1997
- Die Allee der Steine in Fürst Pückler-Land, Lauchhammer 1998 und Senftenberg 2002
- Branitzer Parkerkundungen, Cottbus 1992
- Andeutungen zur Pflege Pückler’scher Landschaftsparke, erschienen in deutscher und polnischer Sprache, Warschau 1992
- Herman Ludwig Heinrich Fürst von Pückler-Muskau, Gartenkunst und Denkmalpflege, Weimar 1989
- Der Parkschöpfer Pückler-Muskau, Verlag Hermann Böhlaus Nachfolger, 2. Auflage, Weimar 1995, ISBN 3-7400-0994-2
- Impulse für unsere Kulturlandschaft, Herausgeber Förderverein Kulturlandschaft Niederlausitz e.V., Cottbus 2000
- Unsere Dörfer sind in Gefahr ihr Gesicht zu verlieren – was kann dagegen getan werden, Förderverein Kulturlandschaften Niederlausitz, Cottbus 2004
- Fürst-Pückler Muskau – Seine Kunst der Baumpflanzung, Cottbus 2015
- Fürst-Pückler-Park Bad Muskau – Ein europäischer Landschaftspark, Bernd Quint, Ekkehard Bruksch, Ellen Kollewe, Helmut Rippl, Regina Barufke, Lausitzer Druck- und Verlagshaus, 1999
- Fürst-Pückler-Land – Die Vision von einem Land in unserer Zeit, Wolfgang Joswig und Helmut Rippl, Delitzsch, 1997
- Das Verhalten von Bäumen unter bergbaulicher Grundwasserabsenkung, Helmut Rippl, Gert Gockel und Eckhard Neumann
- Fürst-Pückler-Land – Die Sehnsucht nach einem Arkadien in der Lausitz, Städteplaner Wolfgang Joswig über Helmut Rippl